# Friedrich Albert von John
Friedrich Albert svobodný pán von John (německy Friedrich Albert Freiherr von John) (11. února 1854 Bologna – 14. dubna 1917 Vídeň) byl rakousko-uherský admirál. V c. k. námořnictvu sloužil od roku 1872, vystřídal působení na různých lodích i v námořní administraci. V hodnosti kapitána byl velitelem několika bitevních lodí. V roce 1908 dosáhl hodnosti kontradmirála a v letech 1908–1910 byl předsedou Námořního kontrolního úřadu (Marinekontrollamt). V roce 1910 byl penzionován, mimo aktivní službu byl povýšen na viceadmirála (1912).

## Biografie

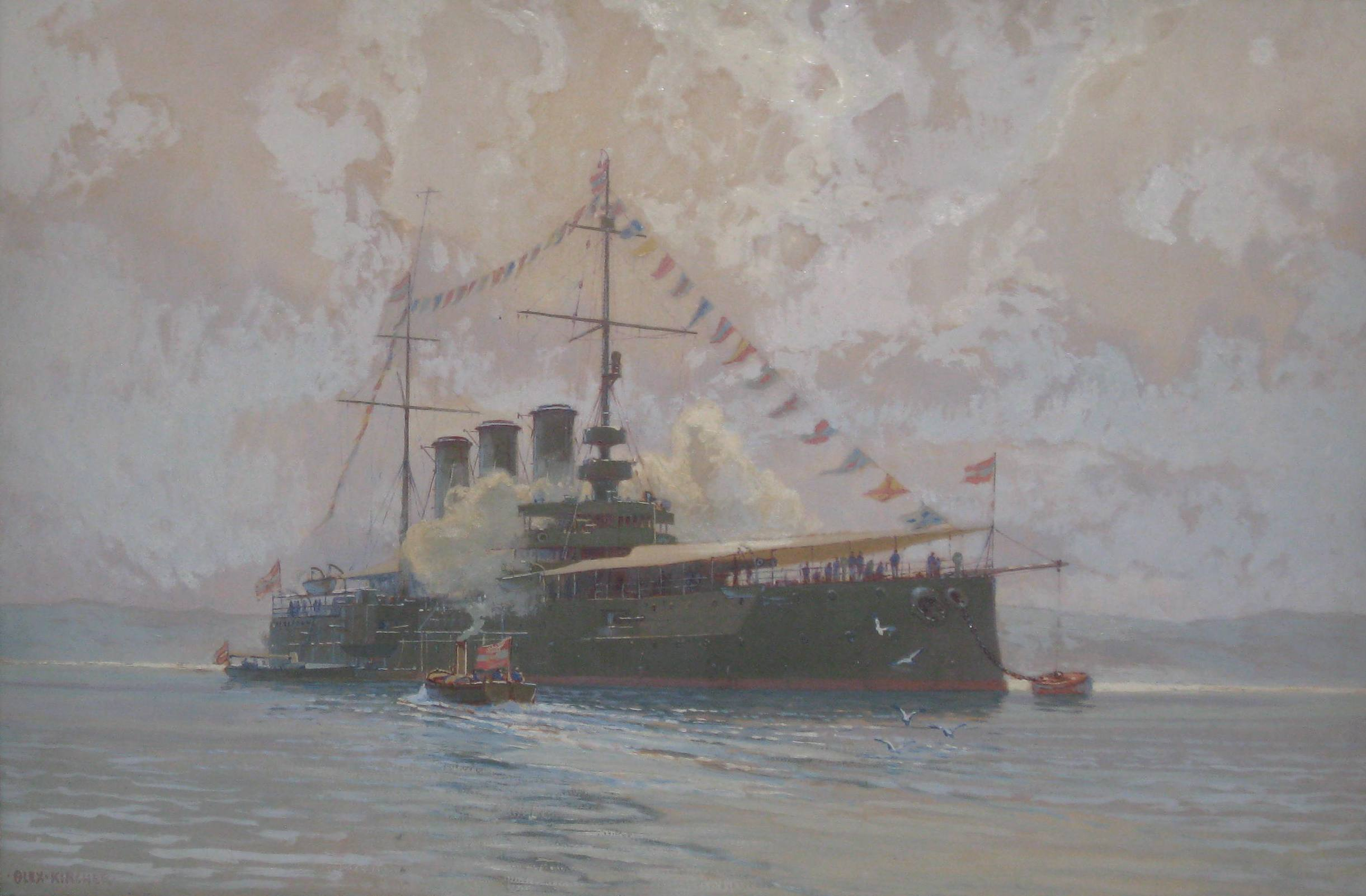
SMS Erzherzog Karl, vlajková loď Friedricha Alberta von Johna (1906–1907)

Byl prostředním ze tří synů c. k. polního zbrojmistra a rakousko-uherského ministra války Franze von Johna (1815–1876) a jeho manželky Antonie, rozené von Weiße (1827–1871). Vojenskou průpravu získal na kadetní škole v Mariboru, v letech 1868–1869 krátce studoval na Tereziánské vojenské akademii ve Vídeňském Novém Městě a nakonec absolvoval obchodní akademii ve Štýrském Hradci. V roce 1872 vstoupil jako dobrovolník k námořnictvu, v roce 1874 byl kadetem a poté prošel odborným výcvikem na dělostřelecké výcvikové lodi SMS Adria (1876–1877). V roce 1878 byl povýšen na praporčíka, působil u arzenálu a Hydrografického úřadu v Pule a postupoval v hodnostech (poručík II. třídy 1885, poručík I. třídy 1888). Sloužil mimo jiné ve válečném přístavu v Pule a byl pobočníkem admirála Pokorného, krátce působil také v Terstu. V letech 1894–1895 byl přidělen k Námořně technickému výboru a poté byl prvním důstojníkem dělostřelectva na křižníku SMS Franz Joseph I. 
K datu 1. listopadu 1897 byl povýšen na korvetního kapitána a byl přidělen k vojenské sekci vrchního velení námořnictva v Pule, v letech 1899–1902 byl přednostou 4. oddělení námořní sekce na ministerstvu války. V roce 1901 získal hodnost fregatního kapitána a v letech 1903–1904 byl velitelem křižníku SMS Franz Joseph I. Dne 1. května 1905 byl povýšen na kapitána řadové lodi a stal se zástupcem velitele arzenálu v Pule. V letech 1906–1907 byl velitelem nově postavené bitevní lodě SMS Erzherzog Karl, v dalších letech působil již jen v administraci. V letech 1907–1908 řídil kontrolní komisi Námořně technického výboru a v letech 1908–1910 byl předsedou Námořního kontrolního úřadu. K datu 1. listopadu 1908 dosáhl hodnosti kontradmirála a  o dva roky později odešel do výslužby (listopad 1910). Mimo aktivní službu byl v roce 1912 ještě povýšen na viceadmirála.
Zemřel ve Vídni 14. dubna 1917 ve věku 63 let a byl pohřben na hřbitově ve vídeňské čtvrti Döbling.
V roce 1884 se v Terstu oženil s Adele Kühnellovou (1862–1948), dcerou ředitele plynárny. Z manželství se narodily dvě děti, syn Franz Erwin (1891–1955) vystudoval práva a za první světové války byl nadporučíkem v c. k. armádě.

## Tituly a ocenění
Od dětství byl uživatelem šlechtického titulu svobodný pán, který získal jeho otec v roce 1857. Během služby u námořnictva získal několik vyznamenání v Rakousku-Uhersku i v zahraničí.

### Rakousko-Uhersko
- Válečná medaile (1882)
- Služební odznak pro důstojníky III. třídy (1897)
- Jubilejní pamětní medaile (1898)
- Vojenský záslužný kříž III. třídy (1903)
- Řád železné koruny III. třídy (1908)
- Vojenský jubilejní kříž (1908)

### Zahraničí
- Řád knížete Danila I. IV. třídy (1890, Černá Hora)
- Řád Osmanie II. třídy (1908, Osmanská říše)
- komandérský kříž Řádu Spasitele (1908, Řecko)
- rytíř II. třídy Řádu slávy (1908, Tunisko)